# Filippo Pellizzoni
Filippo Pellizzoni (Milano, 30 marzo 1895 – Milano, 1º maggio 1935) è stato un calciatore italiano.

## Biografia
Era un portiere. Disputò il campionato di Promozione 1912-1913 con la compagine meneghina dell'Unitas, ma nell'estate 1913 passò all'Alessandria, compagine appena neopromossa in Prima Categoria, la massima serie dell'epoca. Esordi in massima serie il 12 ottobre 1913 nella partita Alessandria-Pro Vercelli 1-1, collezionando 16 presenze in campionato nell'intera stagione. Militò nell'Alessandria anche nella prima metà del campionato 1914-1915, disputando l'ultima partita in campionato con i grigi il 6 dicembre 1914 contro l'Andrea Doria. A causa dell'imminente entrata dell'Italia in guerra, infatti, Pellizzoni, ricevuta la cartolina dell'esercito, fu costretto a trasferirsi in Campania, dove erano di stanza la XV e la XVI fanteria della cosiddetta Brigata Savona. Nel frattempo Pellizzoni fu schierato in campo nel ruolo di mediano dalla squadra napoletana dell'Internazionale Napoli nelle due partite di campionato del 18 e del 25 aprile 1915 contro il Naples ma le due partite furono annullate e mandate a ripetere per il tesseramento irregolare proprio di Pellizzoni e di Steiger.
Nel frattempo Pellizzoni dovette partire per il fronte, dato che l'Italia era entrata nella prima guerra mondiale. Il 3 luglio 1915, essendo ciclista alla brigata Savona, era stato incaricato di trasmettere un ordine al comando del 1º Bersaglieri in avanzata. Nel tragitto fu ferito alla testa, alle spalle e alla mano sinistra da uno shrapnel nemico, ma riuscì a portare l'ordine. Perciò fu premiato con la medaglia d'argento al valor militare. Fu curato all'ospedale di Ravenna riuscendo a rimettersi in sesto.
Giocò nel Puteoli SC dal 1916 al 1918, nel 1918-1919 passò al Milan e, infine, chiuse la sua carriera con il biennio alla Nazionale Lombardia in Prima Categoria. Diede l'addio al calcio giocato nel 1921.